# Gesine Wencke
Gesine Wencke, geb. Schilling, (* 7. Dezember 1807 in Vegesack; † 15. Februar 1866 in Bremerhaven) war eine deutsche Schiffbauunternehmerin und Reederin.

## Biografie
Wencke war die Tochter des Kapitäns Claus Schilling und seiner Frau  Mette Schilling. 1834 heiratete sie den Bremerhavener Schiffbauunternehmer Friedrich Wilhelm Wencke (1806–1859), der die Familienwerft und die Reederei seit 1833 am rechten Geesteufer betrieb. Beide hatten sieben Kinder. Die Familie wohnte in ihrem Stadthaus am Hafen und seit 1854 auch auf dem repräsentativen Landsitz Friedrichs-Ruh in Langen, nördlich von Lehe. 
1859, nach dem Tod des Mannes, führten Gesine Wencke und der Schwiegersohn Friedrich Wilhelm Albert Rosenthal (1826–1882) das Unternehmen. 1864 erkrankte die resolute Unternehmerin und setzte ihren Schwiegersohn als Teilhaber ein, der nun alleine das Unternehmen führte. Nach ihrem Tode sollten testamentarisch verfügt ihre Söhne Nicolaus Diedrich (* 1848) und Johannes Bernhard (* 1850) das Unternehmen erben.
Eine Enkeltochter von Friedrich Wilhelm und Gesine Wencke war die Worpsweder Kunstmalerin Sophie Wencke-Meinken (1874–1963).

## Ehrungen
- Der Gesine-Wencke-Weg in Bremerhaven - Leherheide wurde 2016 nach ihr benannt.